# 陈得芝
陈得芝（1933年11月3日—），福建霞浦人，中国历史学家。

## 个人经历
陈得芝生于福建省霞浦县，1960年毕业于南京大学历史系，此后留校任教，现任南京大学历史系教授，元史研究室主任。陈师从著名历史学家韩儒林，在蒙古历史和元朝研究方面多有建树。